# Овална соба
Овална соба (енг. Oval Office, такође познат као и Овални кабинет) је главна канцеларија председника САД. Налази се у оквиру Западног крила Беле куће. Источно од ње се налази ружичњак (енг. Rose Garden), западно ње се налази мања канцеларија и трпезарија, северозападно се налази главни ходник Западног крила док се североисточно од ње налази канцеларија председниковог секретара.
Председници генерално украшавају канцеларију по свом личном укусу, бирајући нови намештај, нову драперију и дизајнирајући сопствени тепих овалног облика који покрива већи део пода. Уметничка дела се бирају из сопствене колекције Беле куће или се позајмљују из музеја за председнички мандат.
Теодор Рузвелт је 1902. саградио Западно крило, али његова канцеларија у новом крилу није била овалног облика. Овална канцеларија Тафт је изграђена као део проширења Западног крила 1909. године и била је усредсређена на јужној фасади крила — слично овалним просторијама у резиденцији Беле куће, као што је Жута овална соба (која је понекад служила као председников кабинет пре него што је изграђено Западно крило). Овални Тафт служио је председнику Вилијаму Хауарду Тафту преко председника Френклина Рузвелта, али је претрпео велики пожар 1929. и срушен је 1933. Председник Френклин Рузвелт је саградио модерну Овалну канцеларију на углу поред ружичњака 1934. године, као део реконструкција крила са проширењем на источну фасаду Западног крила.

## Галерија
- Бил Клинтон са бендом У2
- Џо Бајден и Оливија Родриго, јул 2021.
- Џони Мичел мази Бадија, пса председника Клинтона
- Дејвид Боуи 1995.
- Џорџ В. Буш телефонира
- Бил Клинтон и Шерил Кроу

## Занимљивости
Децембра 1970, Елвис Присли се сликао са тадашњим председником Никсоном. По овој причи је настало неколико филмова, а најпознатији је Елвис и Никсон (Никсона игра Кевин Спејси док Елвиса игра Мајкл Шенон).
У овој соби се амерички председници састају са другим лидерима из целог света (нпр. Тито и Никсон 1972).
Многи глумци су снимали „филмове” за вечеру посвећен дописницима из Беле куће (Кевин Спејси 2000, Џулија Луј-Драјфус 2014).